# Hugo (football, 1980)
Pour les articles homonymes, voir Hugo et Nascimento.
Hugo Henrique Assis do Nascimento est un footballeur brésilien né le 27 octobre 1980 à Rio de Janeiro. Il évolue au poste de milieu offensif.
Il joue trois matches de la Coupe du monde de football des clubs 2010 avec le club émirati d'Al-Wahda, qui termine sixième.